# Nick Hysong
Nick Hysong (Winslow, 9 dicembre 1971) è un ex astista statunitense.

## Biografia
Noto al grande pubblico per aver vinto l'oro olimpico ai Giochi di Sydney 2000 con la misura di 5,90 metri, Hysong vanta nel suo palmarès anche una medaglia di bronzo conquistata ai mondiali del 2001. Si caratterizza per la sua grande velocità, riuscendo a correre i 100 metri in 10:27.

## Palmarès
| Anno | Manifestazione        | Sede              | Risultato | Evento           |
| ---- | --------------------- | ----------------- | --------- | ---------------- |
| 1995 | Mondiali indoor       | Barcellona        | 5º        | Salto con l'asta |
| 1999 | Mondiali indoor       | Maebashi          | 8º        | Salto con l'asta |
| 1999 | Mondiali              | Siviglia          | 4º        | Salto con l'asta |
| 1999 | IAAF Grand Prix Final | Monaco di Baviera | 4º        | Salto con l'asta |
| 2000 | IAAF Grand Prix Final | Doha              | 2º        | Salto con l'asta |
| 2000 | Olimpiadi             | Sydney            | 1º        | Salto con l'asta |
| 2001 | Mondiali              | Edmonton          | 3º        | Salto con l'asta |
| 2005 | Mondiali              | Helsinki          | 5º        | Salto con l'asta |